# باوتركسيس
باوتركسيس (20 ديسمبر 1982 بريغا في لاتفيا - ) هو لاعب كرة قدم لاتفي في مركز الهجوم. شارك مع منتخب لاتفيا لكرة القدم. أما مع النوادي، فقد لعب مع نادي بياترا نيامتس ونادي داوغافا ونادي فنتسبيلس وAnagennisi Epanomi F.C. ‏.

## وصلات خارجية
- باوتركسيس على موقع قاعدة بيانات كرة القدم.إي يو (الإنجليزية)
- باوتركسيس على موقع ناشيونال فوتبول تيمز (الإنجليزية)
- باوتركسيس على موقع Soccerbase.com (لاعب) (الإنجليزية)
- باوتركسيس على موقع Soccerway.com (الإنجليزية)